# Rudy Grzbiet
Der Rudy Grzbiet (deutsch: Rotenflosskamm) ist ein 943 m hoher Berg im schlesischen Teil des Isergebirges in Polen. Der Rudy Grzbiet liegt im Westen des Hohen Iserkamms in der Gemeinde Mirsk . 

## Beschreibung
Der Gipfel ist fast vollständig mit Nadelwald bewachsen, es gibt jedoch einen Aussichtspunkt, von dem sich ein Blick ins südliche Isergebirge ergibt. Einige km vom Gipfel verläuft die polnisch-tschechische Grenze. 
Über den Gipfel führt der rot markierte Sudeten-Hauptwanderweg.